# John Harris (scrittore 1666)
John Harris (Shropshire, 1666 – Norton Court, 7 settembre 1719) è stato uno scrittore, matematico e pastore protestante inglese.

## Biografia

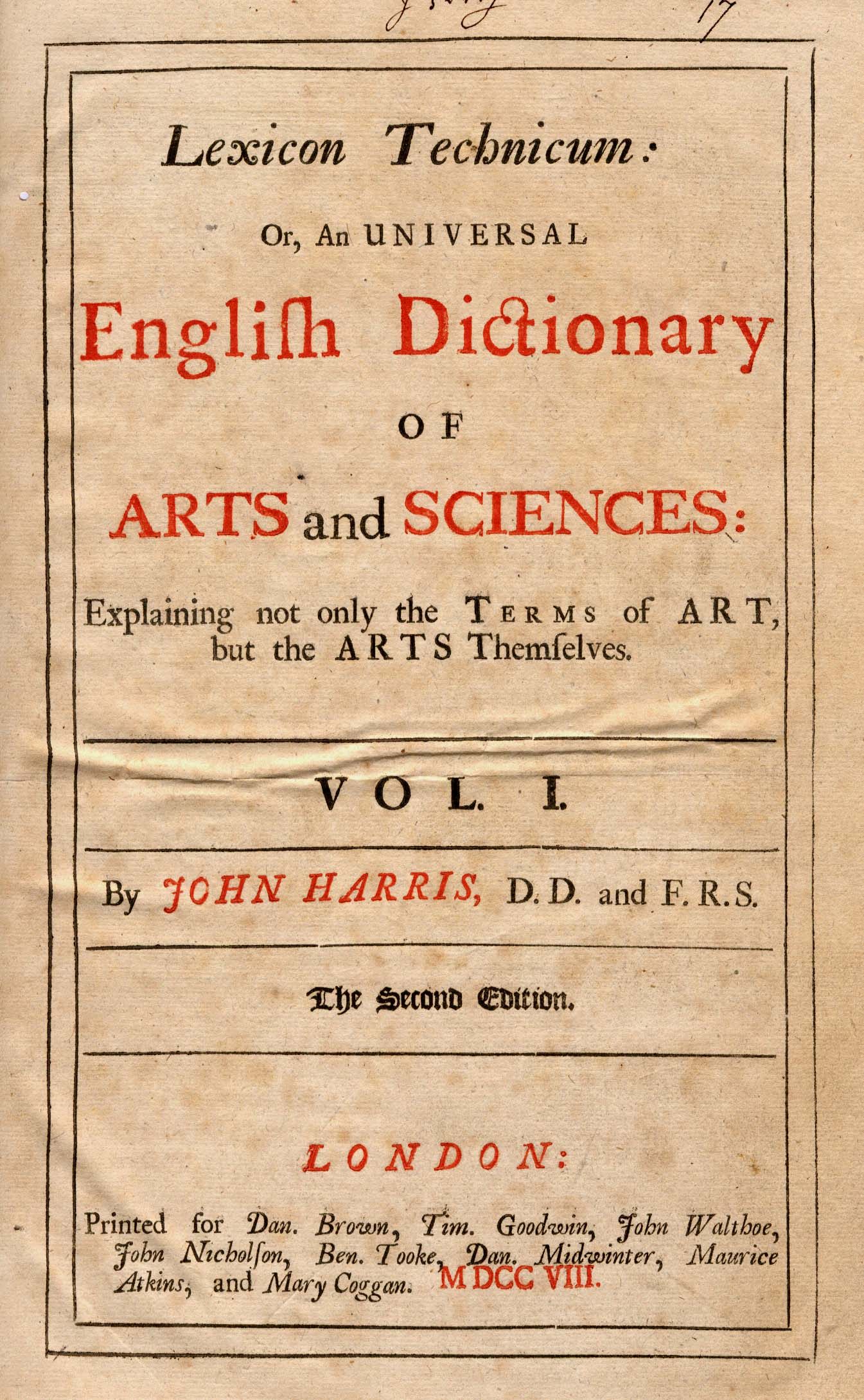

John Harris è noto soprattutto come editore del Lexicon technicum o  Dizionario delle Arti e delle Scienza, pubblicato nel 1704, che è riconosciuto come uno dei primi esempi del genere enciclopedico in lingua inglese, e come autore dell'opera Collection of Voyages and Travels (Collezione di viaggi e traversate) nota sotto il suo nome.
Nato attorno al 1666, probabilmente a Shropshire, fu un accademico del Trinity College di Oxford dal 1684 al 1688. Successivamente ottenne l'incarico di vicario di Icklesham in Sussex e quindi quello di rettore di St .Thomas (Winchelsea). Nel 1698 fu incaricato dell'esposizione della settima serie delle lezioni di Robert Boyle, "Atheistical Objections against the Being of God and His Attributes fairly considered and fully refuted" (Obiezioni ateistiche contro l'Essere Divino ed i suoi attributi debitamente considerate e completamente confutate).
Tra il 1702 e il 1704 tenne le lezioni di matematica finanziate da Sir Charles Cox presso la Marine Coffee House di Birchin Lane e si presentò al pubblico come insegnante di matematica all'Amen Corner. L'amicizia di Sir William Cowper, uno dei politici più affermati del tempo e poi acceduto alla carica di lord chancellor, gli assicurò l'ufficio di cappellano privato, una prebenda presso la cattedrale di Rochester (nel 1708) e il rettorato delle parrocchie unite di St. Mildred, Bread Street e St. Margaret Moses, in aggiunta ad altre rendite.
Si mostrò sempre come un ardente sostenitore del governo inglese e si impegnò in una dura polemica con il reverendo Charles Humphreys, che fu successivamente cappellano di Dr. Sacheverel. Harris fu uno dei primi membri della Royal Society e, per un certo periodo, ne tenne la vice-presidenza. La morte lo colse mentre era impegnato a completare un'elaborata opera sulla storia del Kent. Si dice sia morto in povertà a causa della sua cattiva gestione dei propri affari.
L'opera enciclopedica di Harris fu un modello per la Cyclopaedia di Ephraim Chambers e fu tra i testi ispiratori della Encyclopédie di Denis Diderot.

## Opere
- Astronomical dialogues between a gentleman and a lady, Venezia, Simone Occhi, 1751.